# Wiktor Długosz
Wiktor Długosz (Kielce, 1º luglio 2000) è un calciatore polacco, centrocampista del Korona Kielce.

## Carriera

### Club
Cresciuto nel settore giovanile del Korona Kielce, ha esordito in prima squadra il 20 maggio 2018, disputando l'incontro di Ekstraklasa perso per 0-2 contro lo Zagłębie Lubin.
Nella stagione 2021-2022 ha esordito nelle competizioni UEFA per club, giocando 5 partite nei turni preliminari della prima edizione della Conference League.

### Nazionale
Ha giocato con le nazionali giovanili polacche Under-19 ed Under-21.

## Statistiche

### Presenze e reti nei club
Statistiche aggiornate al 18 maggio 2022.
| Stagione        | Squadra           | Campionato      | Campionato | Campionato | Coppe nazionali | Coppe nazionali | Coppe nazionali | Coppe continentali | Coppe continentali | Coppe continentali | Altre coppe | Altre coppe | Altre coppe | Totale | Totale |
| Stagione        | Squadra           | Comp            | Pres       | Reti       | Comp            | Pres            | Reti            | Comp               | Pres               | Reti               | Comp        | Pres        | Reti        | Pres   | Reti   |
| --------------- | ----------------- | --------------- | ---------- | ---------- | --------------- | --------------- | --------------- | ------------------ | ------------------ | ------------------ | ----------- | ----------- | ----------- | ------ | ------ |
| mag. 2018       | Korona Kielce     | EK              | 1          | 0          | CP              | -               | -               |                    | -                  | -                  |             | -           | -           | 1      | 0      |
| 2018-2019       | Korona Kielce     | EK              | 0          | 0          | CP              | 0               | 0               |                    | -                  | -                  |             | -           | -           | 0      | 0      |
| 2019-feb. 2020  | Warta Poznań      | 1L              | 7          | 1          | CP              | 0               | 0               |                    | -                  | -                  |             | -           | -           | 7      | 1      |
| feb.-giu. 2020  | Korona Kielce     | EK              | 3          | 0          | CP              | -               | -               |                    | -                  | -                  |             | -           | -           | 3      | 0      |
| 2020-feb. 2021  | Korona Kielce     | 1L              | 16         | 1          | CP              | 2               | 0               |                    | -                  | -                  |             | -           | -           | 18     | 1      |
| feb.-giu. 2021  | Raków Częstochowa | EK              | 6          | 0          | CP              | 1               | 0               | UEL                | -                  | -                  |             | -           | -           | 7      | 0      |
| 2021-2022       | Raków Częstochowa | EK              | 16         | 1          | CP              | 4               | 0               | UECL               | 5                  | 0                  | SP          | 0           | 0           | 25     | 1      |
| Totale carriera | Totale carriera   | Totale carriera | 49         | 3          |                 | 7               | 0               |                    | 5                  | 0                  |             | 0           | 0           | 61     | 3      |

## Palmarès

### Club

#### Competizioni nazionali
- Coppa di Polonia: 2

Raków Częstochowa: 2020-2021, 2021-2022
- Supercoppa di Polonia: 1

Raków Częstochowa: 2022